# 桃山学院短期大学
桃山学院短期大学（ももやまがくいんたんきだいがく、英語: Momoyama Gakuin Junior College）は、愛媛県新居浜市上原2-8-1に本部を置いていた日本の私立大学である。1973年に設置され、1992年に廃止された。大学の略称は桃短。

## 概要

### 大学全体
- 学校法人桃山学院に所在した日本の私立短期大学で、設置主体は学校法人桃山学院[2]。
- 新居浜市の誘致を受け、1973年に2学科体制で開学しいずれも男女共学となっていた。
- 1988年度の入学生を最後に[注釈 2]、短期大学としての使命を終える[6]。

### 教育および研究
- 桃山学院短期大学には幼児教育学科があり、附属幼稚園が教育実習の場として用いられていた。

### 学風および特色
- キリスト教精神による全人教育を目的とした一貫教育の体系をつくりあげることをねらいとしていた。
- クリスマスイベントをはじめ宗教的な行事も数多く行われていた。
- 当時、西日本の短大では唯一男子学生が入学できる幼児教育系の学科があり、男性保育者を目指す学生も見られた。

## 沿革
- 1973年
  - 1月27日 左記を以て文部省[注 1]より短期大学の設置が認可される[7]。
  - 4月1日 桃山学院短期大学が以下の学科体制にて開学する。
    - 教養学科 入学定員100名[注釈 3]
    - 幼児教育学科 入学定員50名[注釈 3]
- 1975年
  - 付属幼稚園を開設。
- 1977年
  - 1月5日 専攻科に以下の専攻課程を置く[注 2]。
    - 幼児教育専攻 入学定員15名
- 1988年
  - 4月1日 最後の学生募集となる[注釈 2]。
- 1992年
  - 1月27日 左記をもって正式に廃止となる[6]。

## 基礎データ

### 所在地
- 愛媛県新居浜市上原2-8-1[注釈 1]

### 象徴
- 桃山学院短期大学のカレッジマークは桃山学院大学と同じものを使用していた[11]。

## 教育および研究

### 学科
- 教養学科 入学定員100名[注釈 4] 末期においては「編入学」、「秘書」の各コースが設置されていた。地元新居浜市が工業都市であるにもかかわらず、当学科を中心とした本学の学科構成は必ずしも地元の人材ニーズと合致していなかった。このため特に当学科は開設以来定員割れが続き、本学の廃校の原因となったとされる[14]。
- 幼児教育学科 入学定員50名[注釈 4]

#### 当初の学科構想
- 生活文化学科  入学定員100名
- 児童教育学科→幼児教育学科に変更されたものとみられる。
- 文芸学科→教養学科に変更されたものとみられる（カリキュラムに「西洋文学」・「日本文化史」・「美学」などの科目があったことから）
- 社会福祉学科

#### 専攻科
- 幼児教育専攻 入学定員15名[注釈 4]

#### 別科
- なし

#### 取得資格について
- 幼児教育学科では、幼稚園教諭二級(二種)免許状と保母資格が取得できるようになっていた。
- 教養学科には、1974年度より中学校教諭二級免許状（社会）が設置されていた[15]。

### 年度別学生数
| -        | 教養学科   | 幼児教育学科 | 参照および備考 |
| -------- | ---------- | ------------ | -------------- |
| 入学定員 | 100        | 50           |                |
| 総定員   | 200        | 100          |                |
| 1973年   | 女23       | 女25         | [ 注 3 ]       |
| 1975年   | 女84       | 女126        | [ 17 ]         |
| 1976年   | 女71       | 女140        | [ 18 ]         |
| 1977年   | 男24 女39  | 女112        | [ 19 ]         |
| 1978年   | 男54 女34  | 男3 女99     | [ 20 ]         |
| 1979年   | 男62 女39  | 男9 女98     | [ 21 ]         |
| 1980年   | 男83 女28  | 男13 女105   | [ 22 ]         |
| 1981年   | 男91 女23  | 男19 女129   | [ 23 ]         |
| 1982年   | 男118 女25 | 男22 女127   | [ 24 ]         |
| 1983年   | 男127 女22 | 男18 女113   | [ 25 ]         |
| 1984年   | 男138 女20 | 男11 女96    | [ 26 ]         |
| 1985年   | 男134 女28 | 男14 女54    | [ 27 ]         |
| 1986年   | 男107 女22 | 男22 女52    | [ 28 ]         |
| 1987年   | 男99 女24  | 男25 女62    | [ 29 ]         |
| 1988年   | 男95 女16  | 男14 女48    | [ 30 ]         |
| 1989年   | 男52 女5   | 男3 女21     | [ 31 ]         |
| 1990年   | 休校中     | 休校中       | [ 32 ]         |
| 1991年   | 休校中     | 休校中       | [ 33 ]         |

#### 附属機関
- 瀬戸内産業文化研究所[34]

### 研究
- 『桃山学院短期大学紀要』[35]
- 『桃山学院短期大学瀬戸内産業文化研究』[36]

## 学生生活

### 学園祭
- 桃山学院短期大学の学園祭は「アンデレフェスティバル」と呼ばれていた[注釈 5]。

## 大学関係者と組織

### 大学関係者一覧

#### 大学関係者
歴代学長
- 竹内正己：1973年4月 - 12月
- 山崎修：1974年1月 - 1975年6月
- 竹内正己②：1975年7月 - 1976年9月
- 神野寛：1976年10月 - 1977年11月
- 勝部元：1977年11月 - 1978年1月
- 内海義夫：1978年1月 - 同年9月
- 堀越和衛：1978年10月 - 1982年3月
- 太田雅夫：1982年4月 - 1992年1月

#### 著名な教員
- はたたかし

## 施設

### キャンパス
- 当時、JR予讃線新居浜駅からバスを利用することになっていた。新居浜市立中萩中学校より南へ1km以内の場所にあった。
- 学内には日本庭園があり、これは明治初期に別子銅山の採鉱開発に貢献した広瀬宰平により創造された。彼にちなんで「広瀬公園」と名づけられ、今でも県内の名勝に指定されている[38]。

### 寮
- 桃山学院短期大学の寮はアンデレ館と称した女子寮があった[注釈 5]。

## 対外関係

### 系列校
- 桃山学院大学
- 桃山学院中学校・高等学校

## 社会との関わり
- 地域に開かれた大学として様々な活動を行っていた。

### 卒業後の進路について

#### 就職について
- 教養学科：一般企業や公務員ほか[15]。
- 幼児教育学科：在学中に取得した資格や免許を活かして桃山学院短期大学附属幼稚園ほか多数の幼稚園や保育所、各種児童福祉施設へ就職した人が多かったものとみられる[15]。

#### 編入学・進学実績
- 桃山学院大学ほか奈良大学・同朋大学・佛教大学などへの編入学実績もある。末期における同学科の卒業生の約1/3は桃山学院大学ほか他大学へ編入学するのが常態となっていたとされる[15]。

## 附属学校
- 桃山学院短期大学附属幼稚園